# Macrostemum distinguendum
Macrostemum distinguendum är en nattsländeart som först beskrevs av Georg Ulmer 1905.  Macrostemum distinguendum ingår i släktet Macrostemum och familjen ryssjenattsländor. Inga underarter finns listade i Catalogue of Life.